# Códice Ramírez

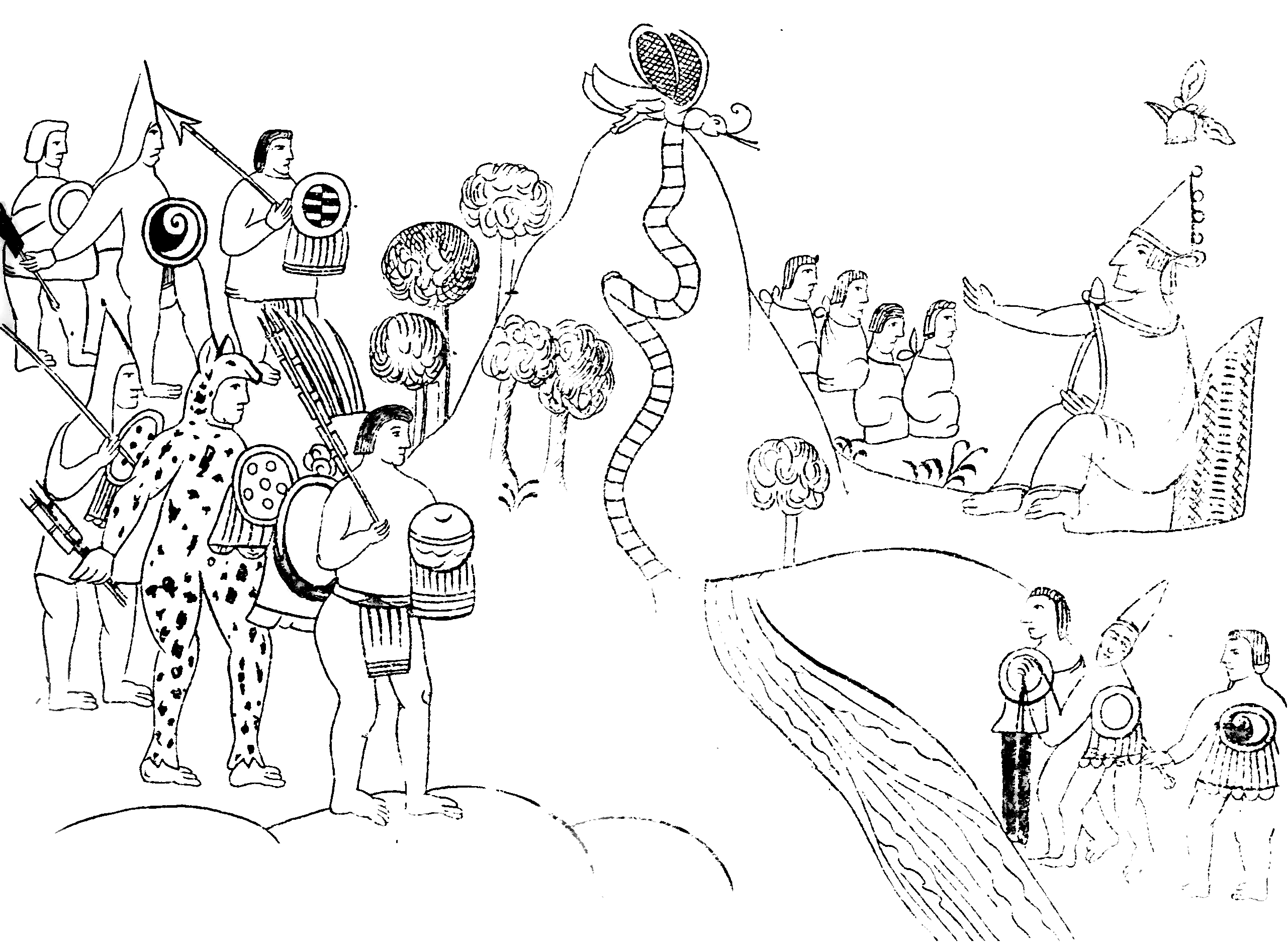
Os astecas são sitiados em Chapultepec pelos Tepaneca e os Culhua pelas ordens de Coxcoxtli, rei de Culhuacan (Codex Ramírez, placa 3)

O Códice Ramírez (Biblioteca Nacional de Antropología e Historia, MNA 35-100) é um códice pós-conquista do final do século XVI intitulado Relación del origen de los indios que habitan esta Nueva España según sus Historias ("Um relato da origem dos índios que habitam esta Nova Espanha de acordo com suas histórias"). O manuscrito recebeu o nome do estudioso mexicano José Fernando Ramírez, que o descobriu em 1856 no convento de San Francisco, na Cidade do México.

## Descoberta e publicação
O Codex Ramírez foi descoberto em 1856 por José Fernando Ramírez na biblioteca do convento de São Francisco na Cidade do México. Ramírez preparou sua publicação, mas infelizmente não viveu para ver sua primeira publicação, que finalmente foi feita por Manuel Orozco y Berra em sua edição de 1847 da obra Crónica Mexicana de Fernando Alvarado Tezozomoc . Para homenagear Ramírez, Orozco y Berra deu seu nome ao próprio códice; em sua edição, publicou o Codex e a obra de Tezozomoc juntamente com o prefácio de Ramírez, e intercalando as placas do Codex Ramírez ao longo de todo o volume. Só mais tarde, com a edição da Editorial Inovación em 1979, é que o Codex Ramírez foi publicado de forma autónoma. A obra foi posteriormente traduzida para o francês e para o inglês.

## As ilustrações do Códice Ramírez

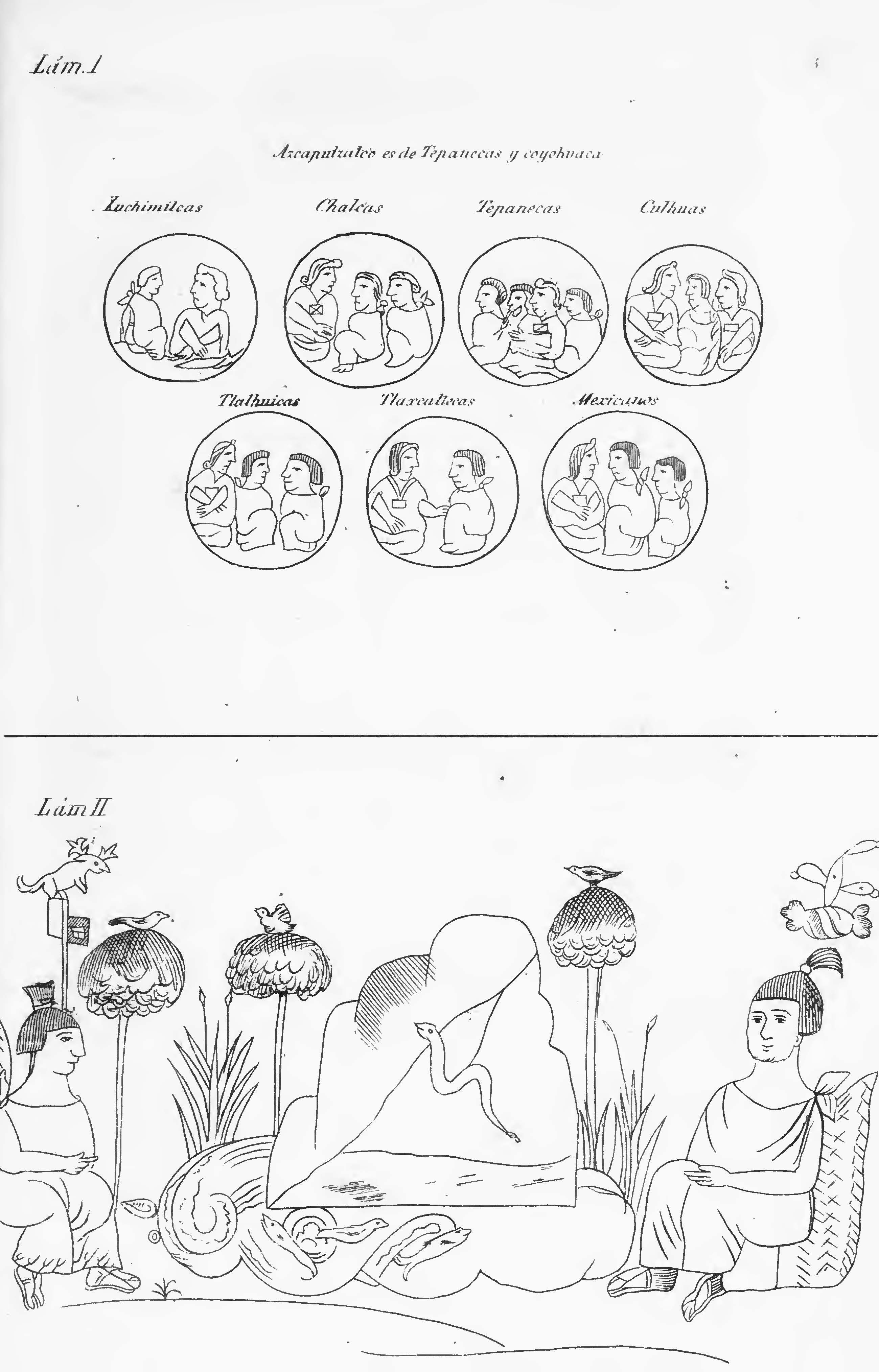
Plates 1 and 2. Chicomoztoc and Tollan
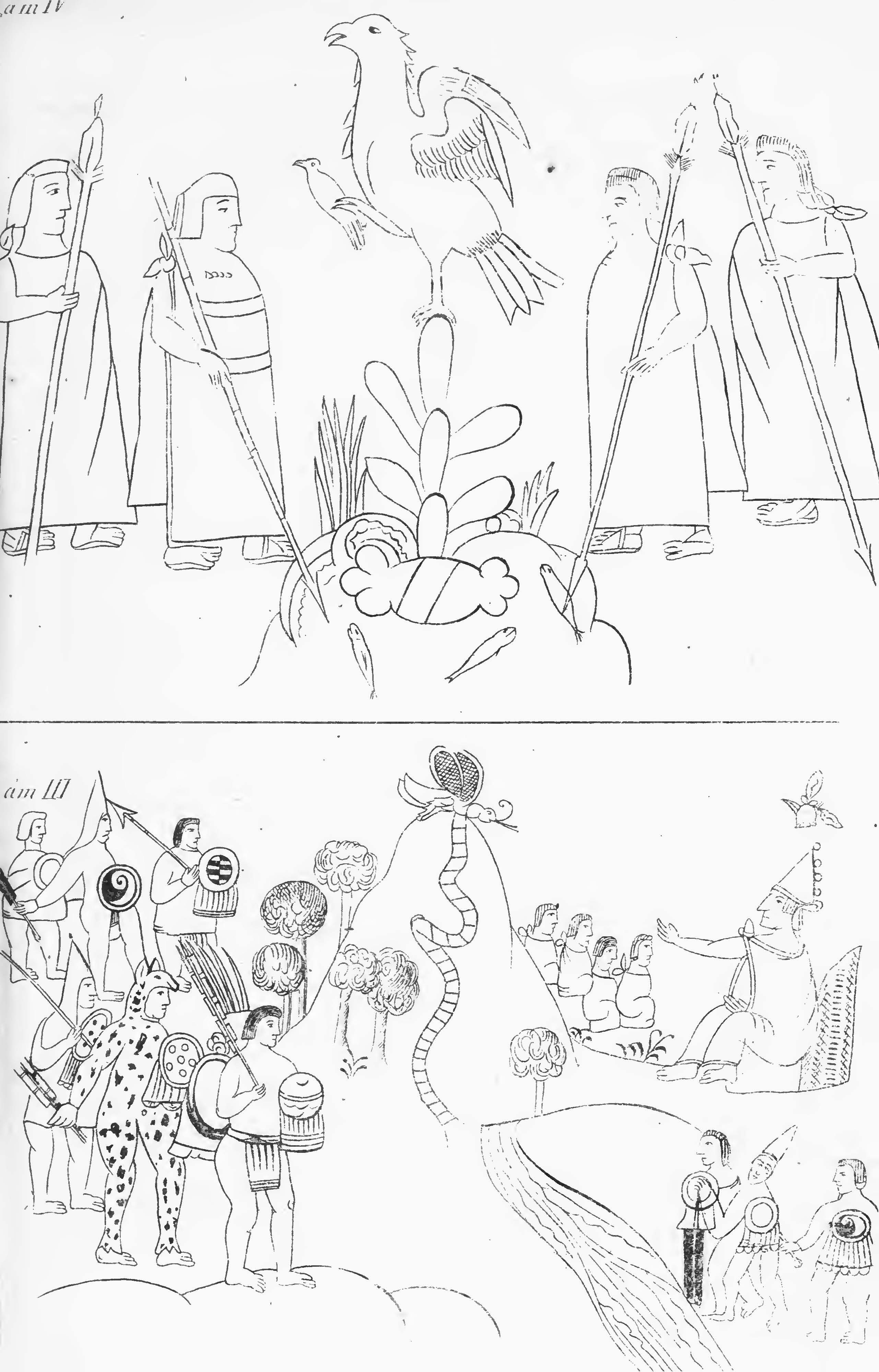
Plates 3 and 4. The founding of Tenochtitlan and Battle at Chapultepec
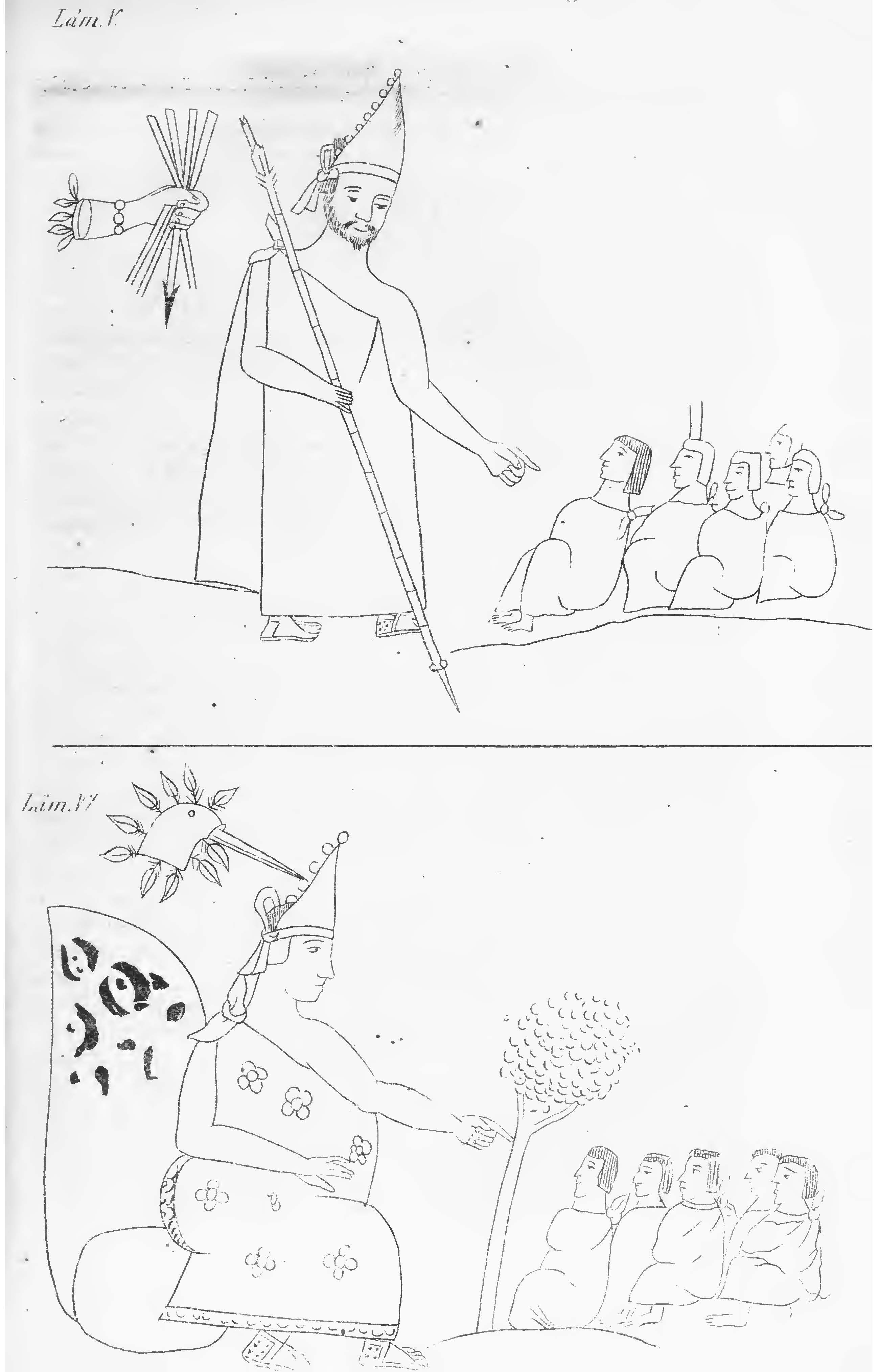
Plates 5 and 6. Acamapichtli and Huitzilihuitl
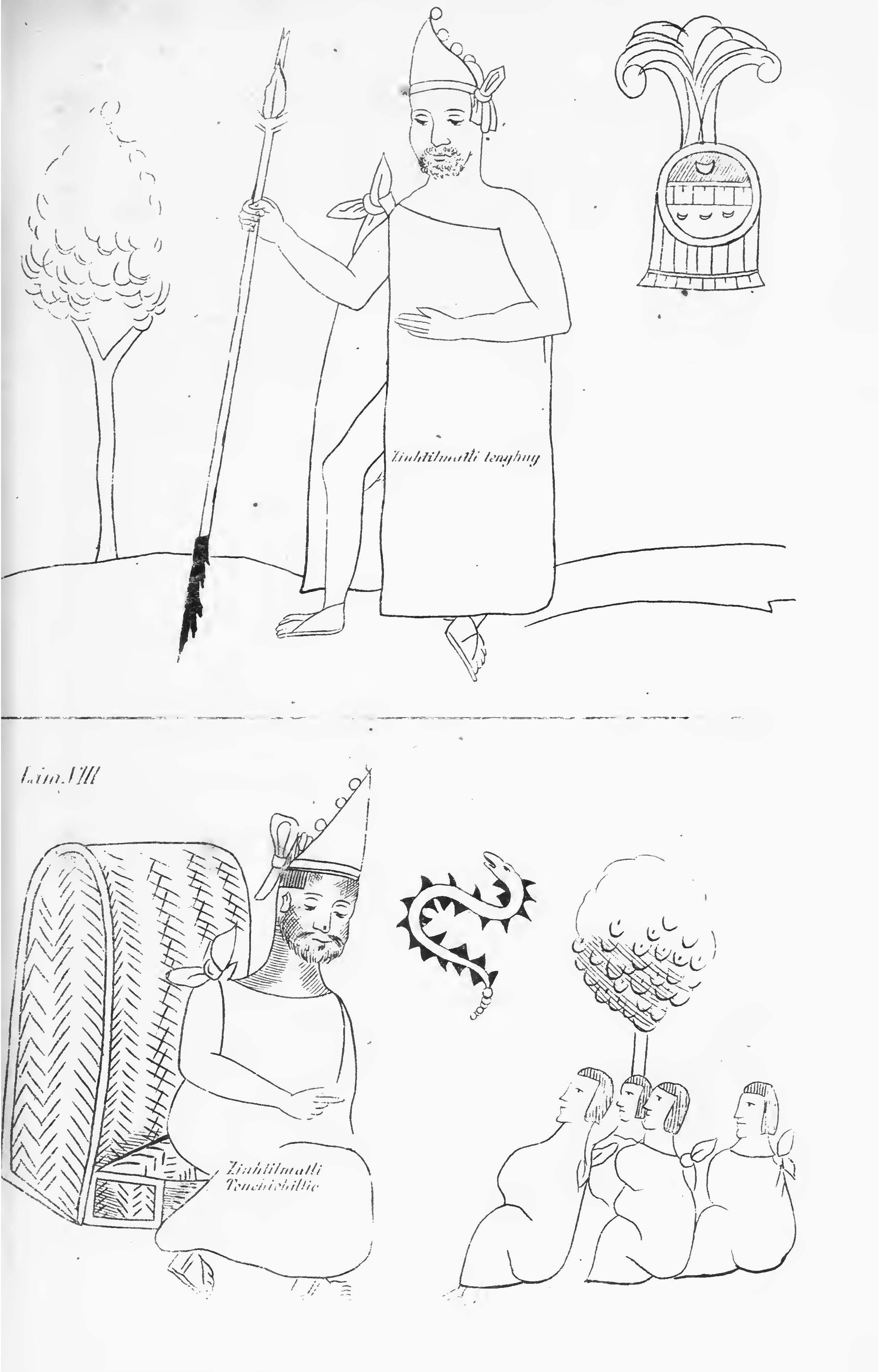
Plates 7 and 8. Chimalpopoca and Itzcoatl
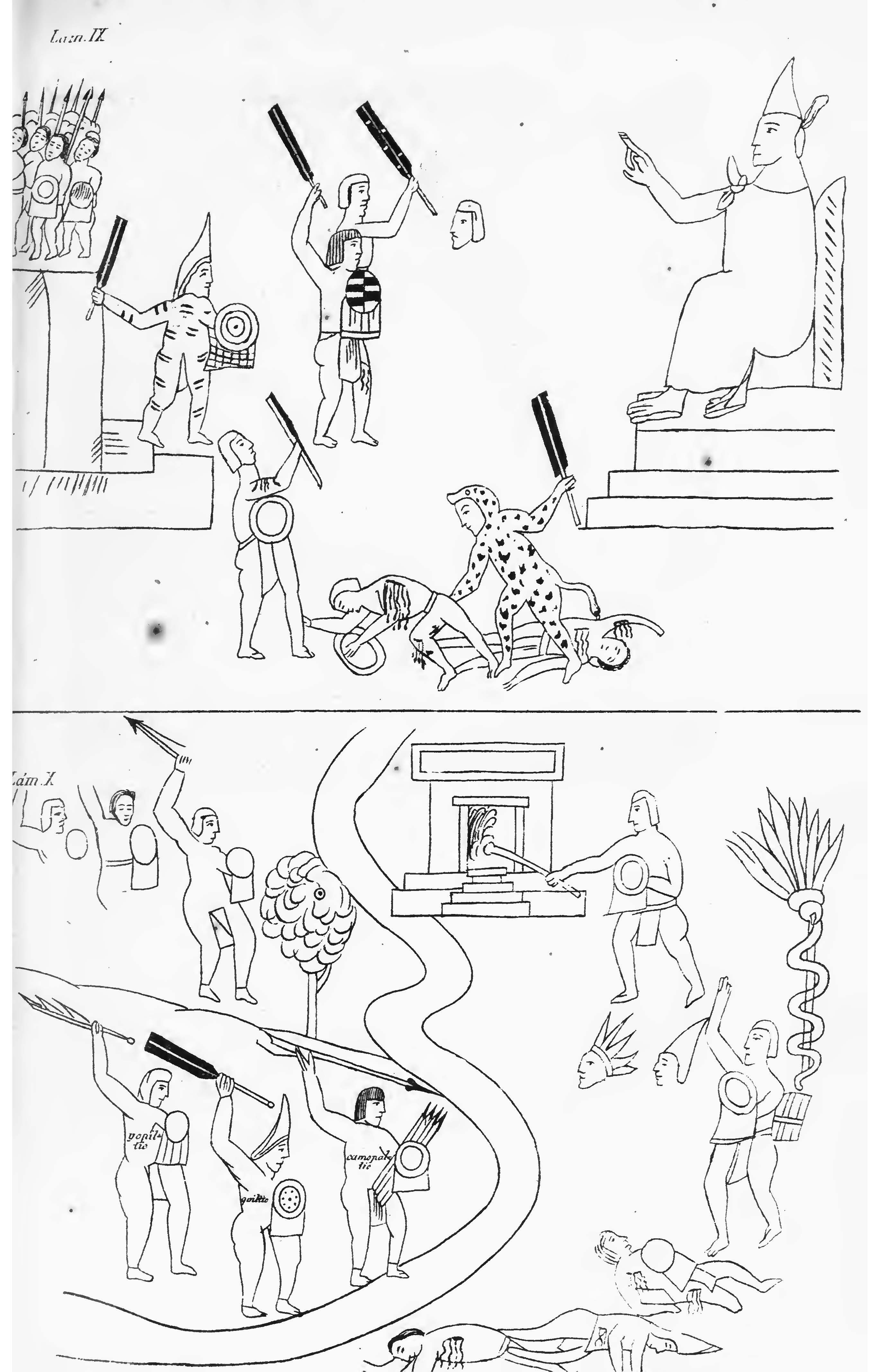
Plates 9 and 10. Battles at Azcapotzalco and Coyoacan
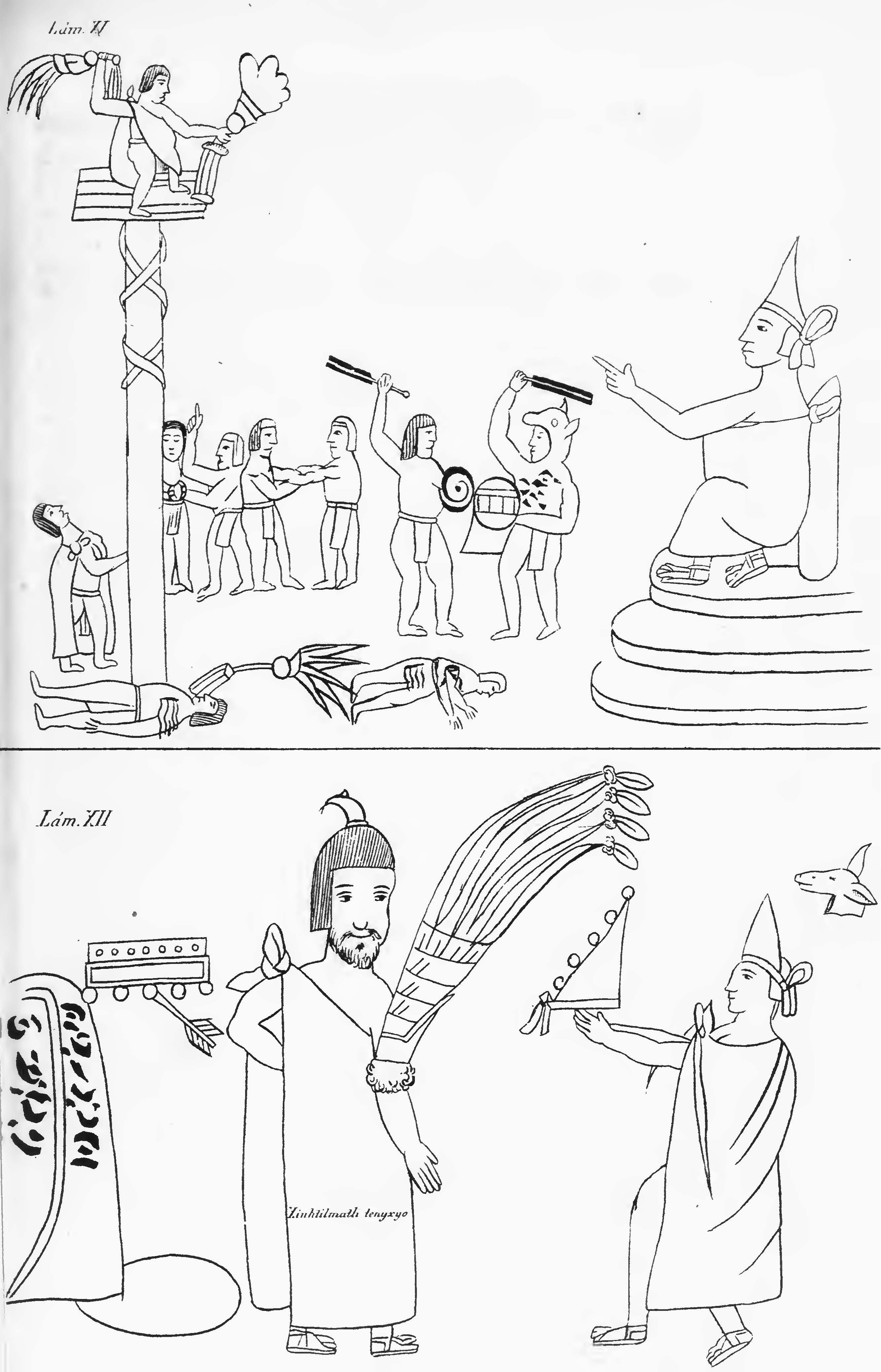
Plates 11 and 12. Sacrifice of a warrior. Moctezuma Ilhuicamina.
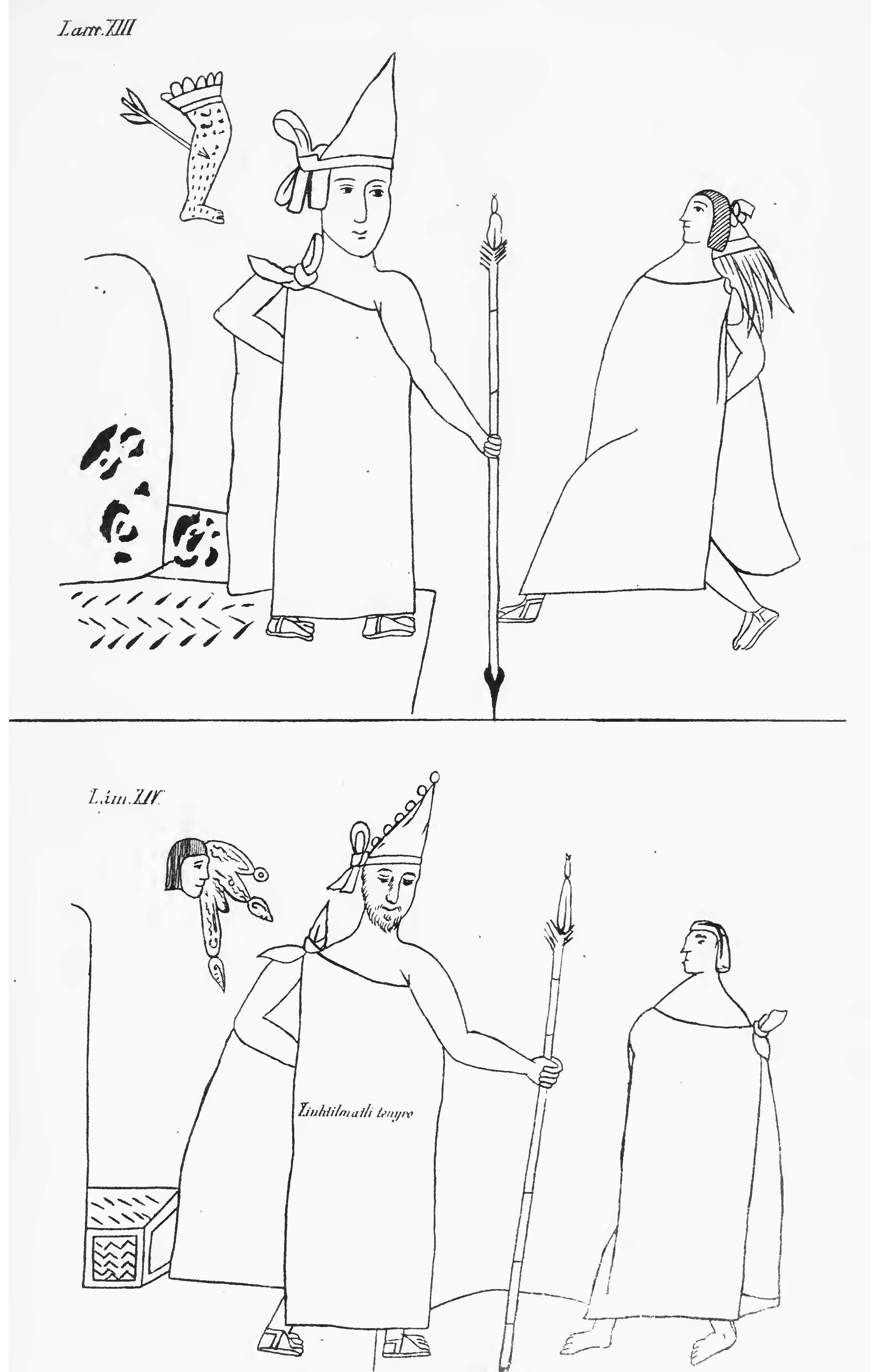
Plates 13 and 14: Tizoc and Axayacatl
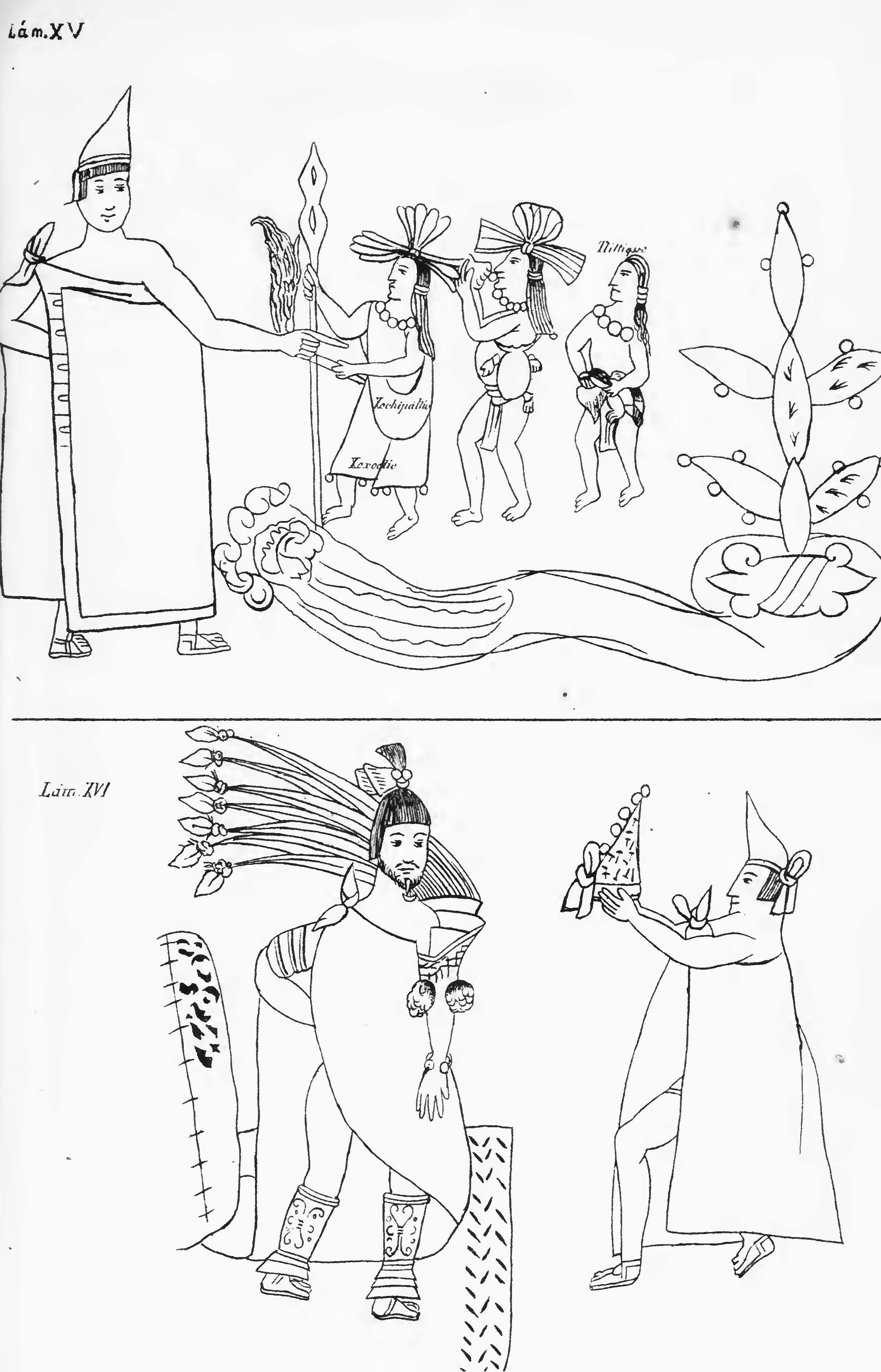
Plates 15 and 16. The sorcerers receive the water of Cuextecatl, Moctezuma Xocoyotzin.
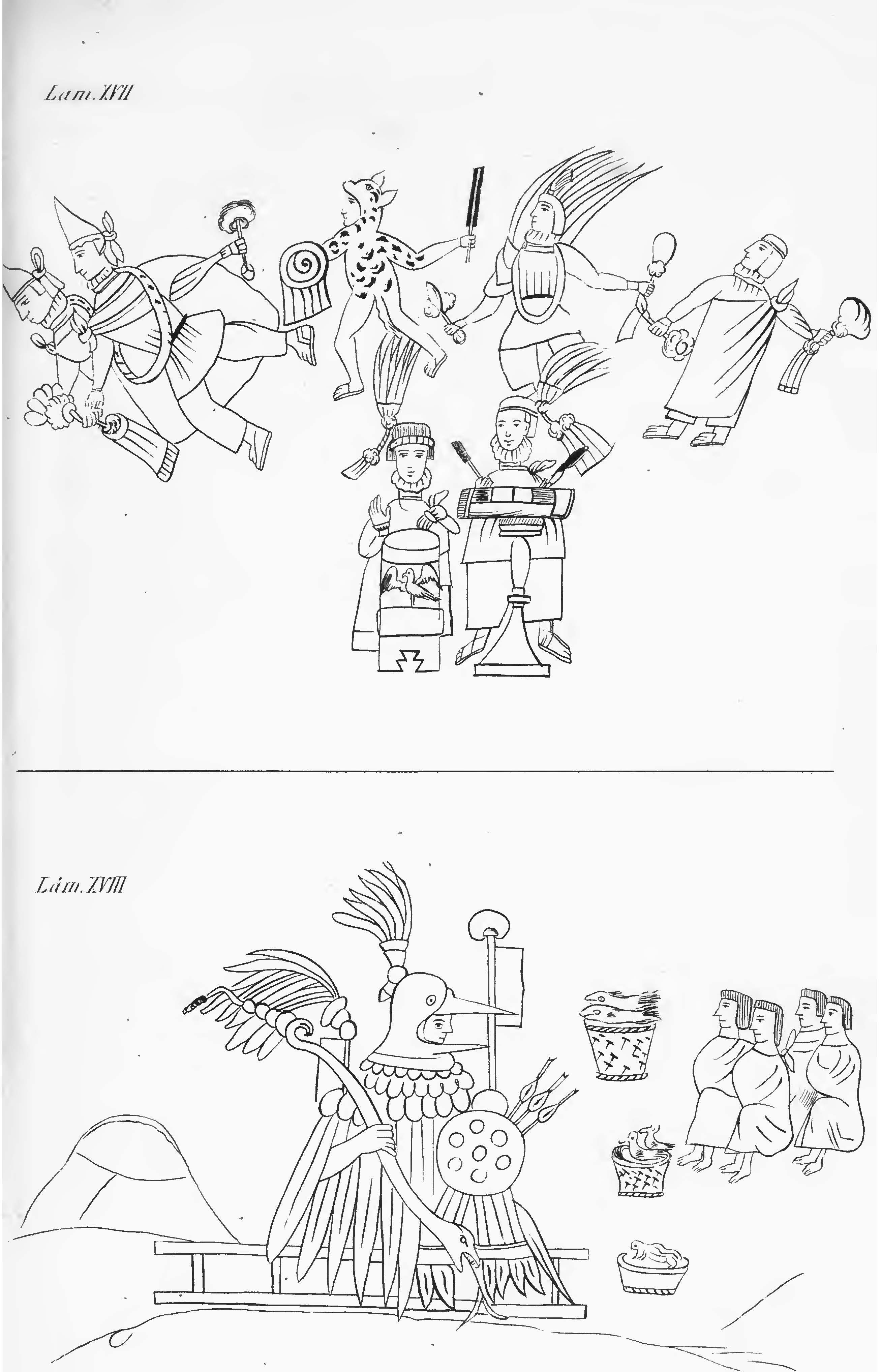
Plates 17 and 18. Dancing. Huitzilopochtli
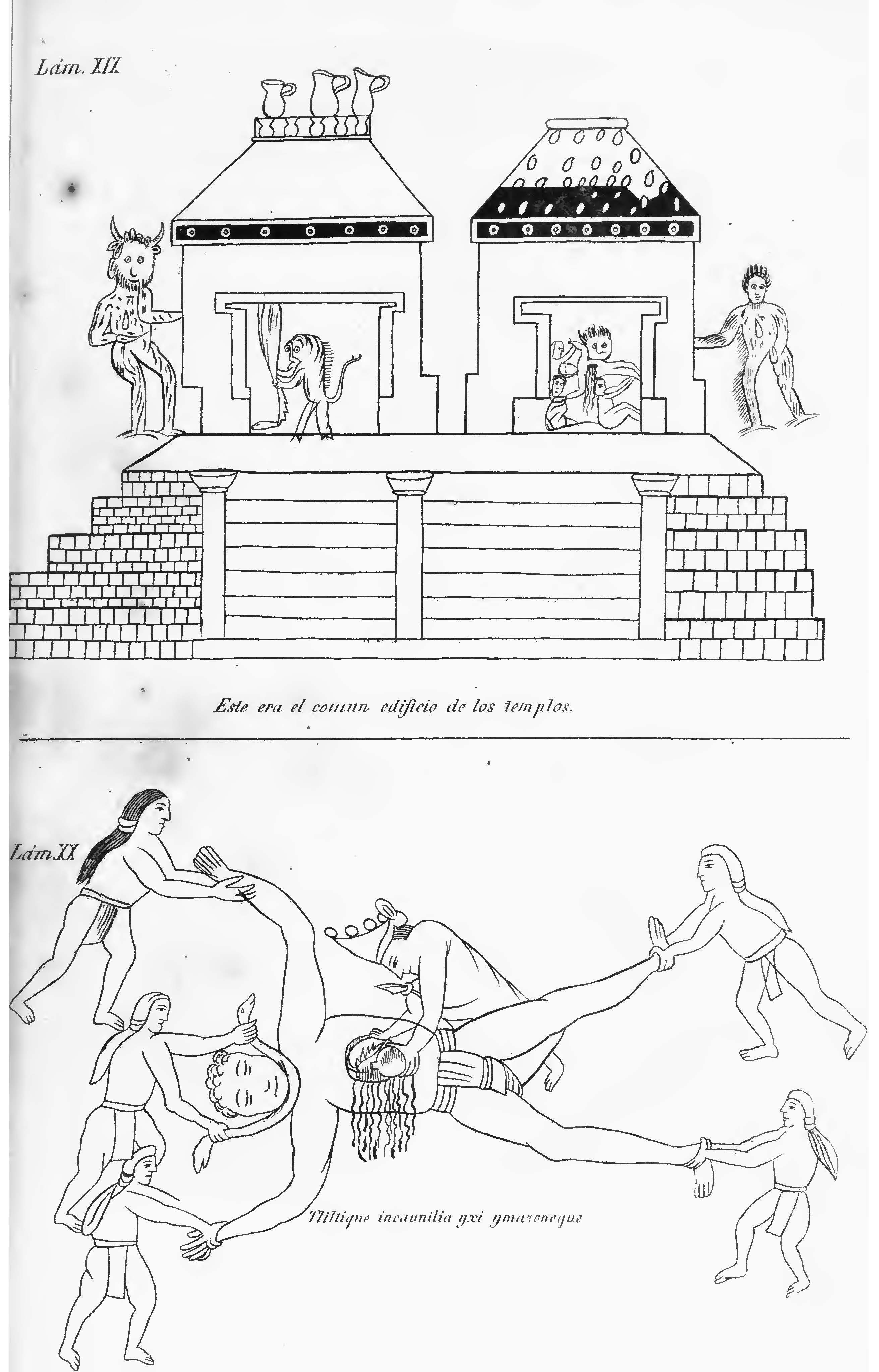
Plates 19 and 20. Aztec temples, human sacrifices
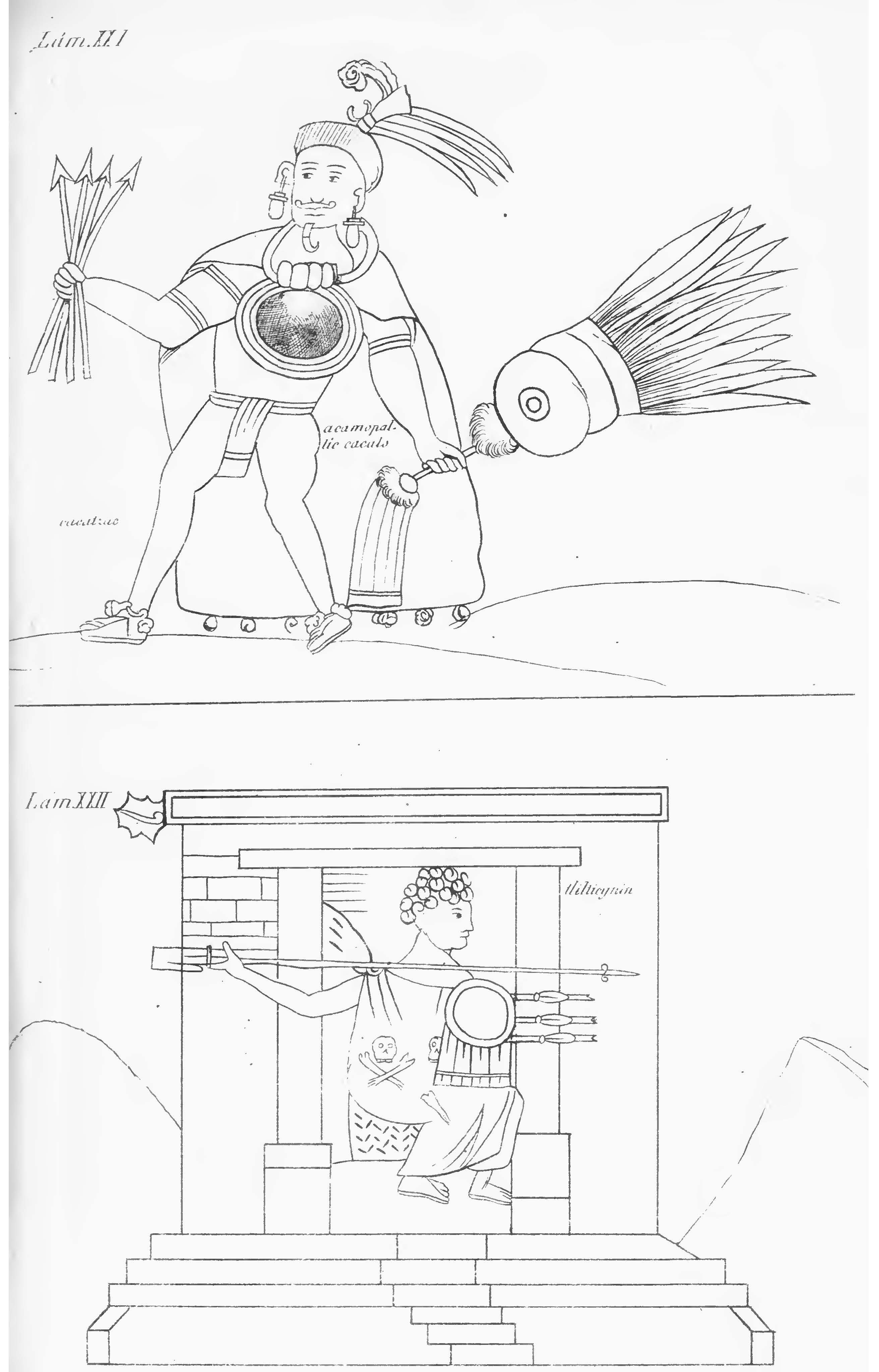
Plates 20 and 21. Aztec gods.
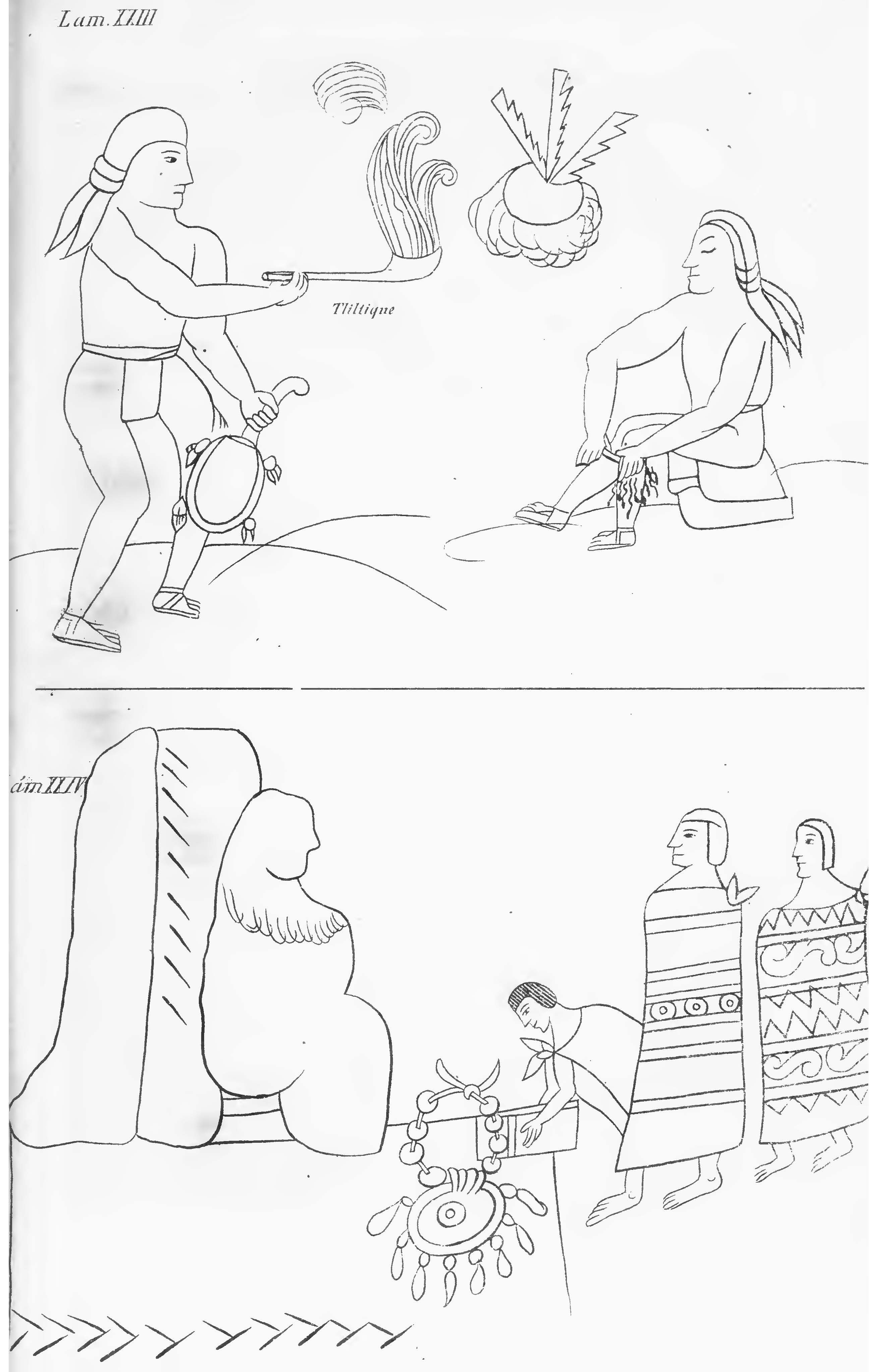
Plates 22 and 23. Priests and funerals.
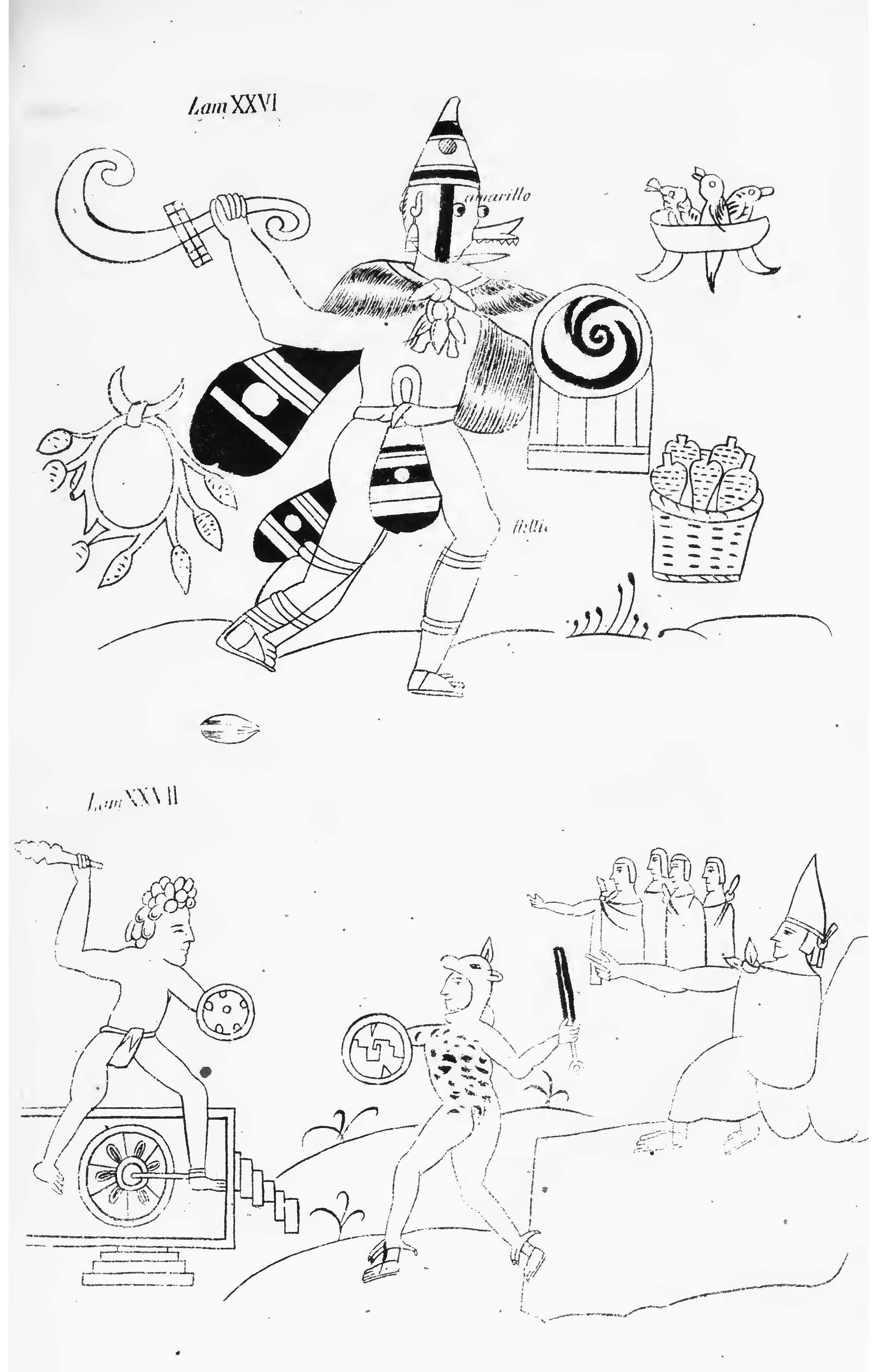
Plates 25 and 26. Quetzalcoatl. The feast of Tlacaxipehualiztli
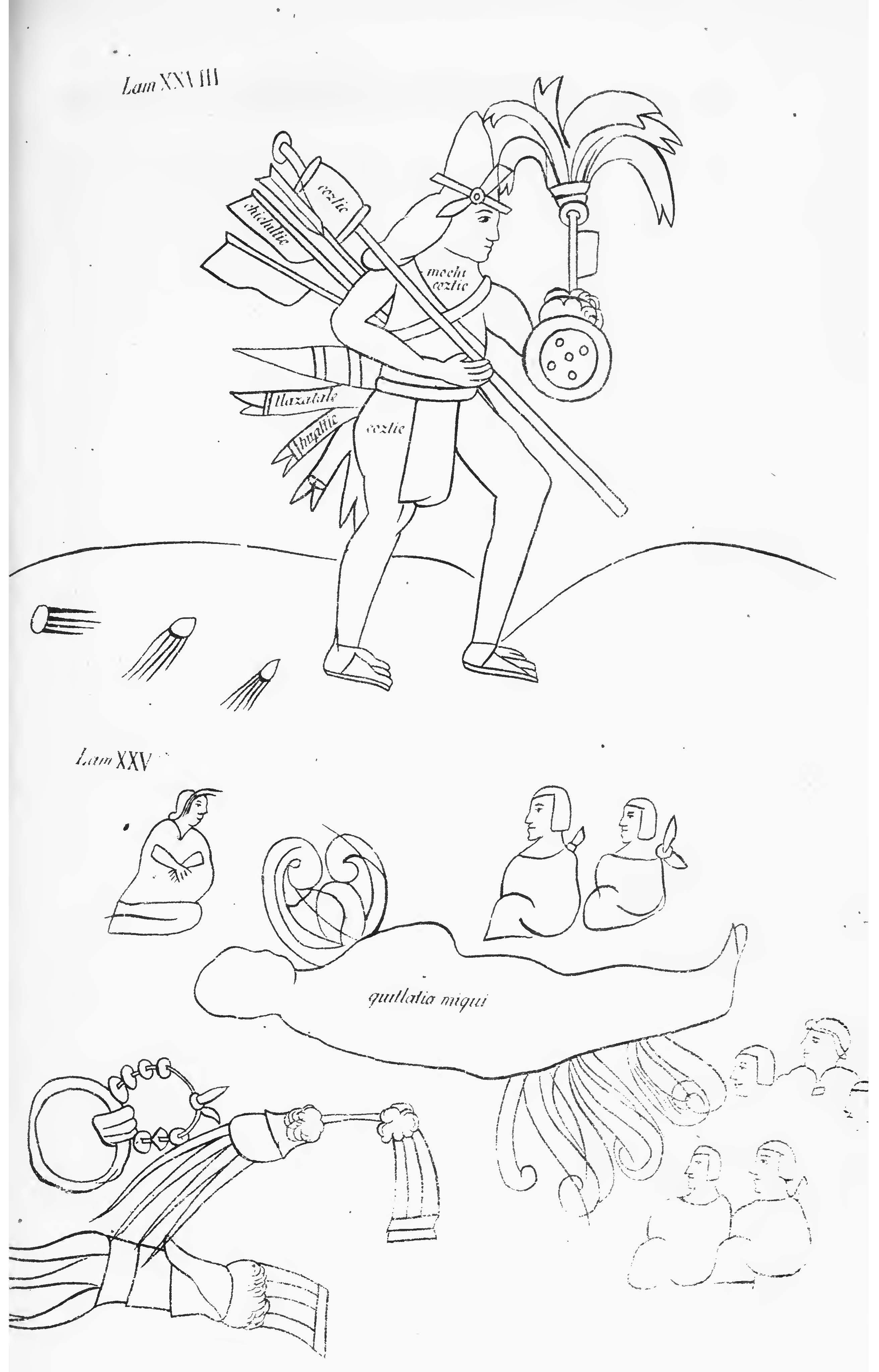
Plates 27 and 28. Xipe Totec. Funeral
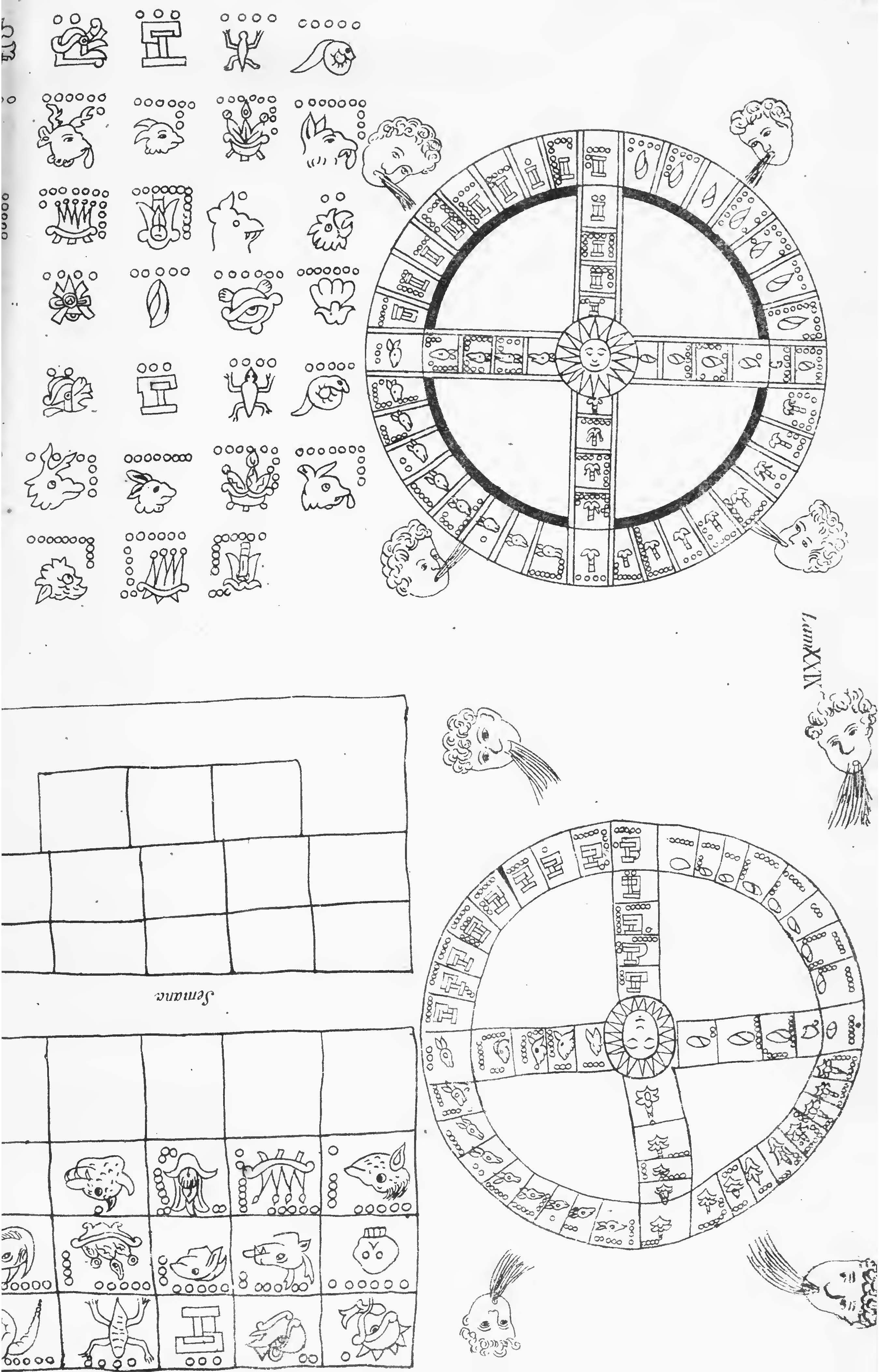
Plates 29 and 30. Calendric Wheels
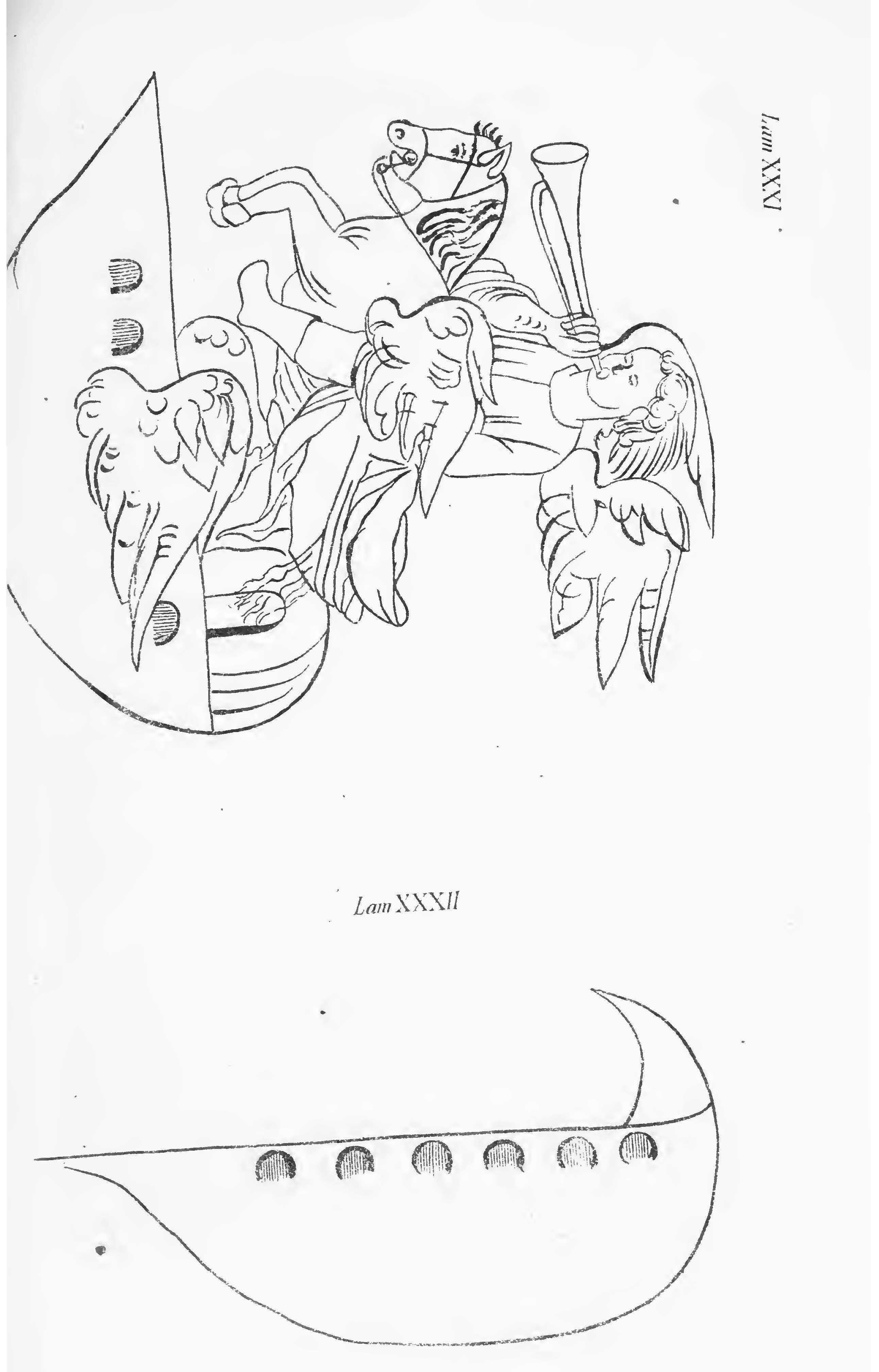
Plates 31 and 32. The Spanish Conquest